# Station Danshøj
Station Danshøj is een S-tog-station in Kopenhagen, Denemarken. Het station ligt op de kruising van de lijnen Kopenhagen - Høje Taastrup en Hellerup - Vigerslev en heeft perrons op twee niveaus.

## Geschiedenis
In 1847 werd de eerste Deense spoorlijn geopend tussen Kopenhagen en Roskilde die langs Danshøj liep. In verband met nieuwe spoorlijnen ten noorden van de stad werden de spoorlijnen in 1864 verlegd. Dit betekende dat het oorspronkelijke traject ten oosten van Danshøj werd gesloten en vervangen door een tracé tussen Danshøj en het nieuwe centraal station via Frederiksberg dat tot 1911 is gebruikt. Dat tracé liep ter hoogte van het noordeinde van de perrons langs de ringlijn en is op de kaart nog herkenbaar door de grote afstand tussen de huizen langs de Monrads Allé en de Søndre Allé ten noordoosten van het station. Begin 20e eeuw was, door het groeiende treinverkeer, het station uit 1864 overbelast en door het opkomende wegverkeer was ook het tracé met vele overwegen, door Nørrebro  en Frederiksberg, een toenemend probleem. 
Voor het reizigersverkeer werd daarom in 1904 besloten tot de bouw van een nieuw station wat betekende dat het in 1864 gesloten spoor ten oosten van Danshøj werd heropend op 1 december 1911 toen het nieuwe station geopend werd. In 1909 was al een apart goederenspoor, de Godsforbindelsesbanen, tussen Vigerslev en Kopenhagen goederen geopend dat bij Vigerslev aftakte. De lijn door Frederiksberg en Nørrebro bleef in gebruik voor goederenverkeer van/naar het noorden en de aansluiting van de drie lijnen kwam bij Vigerslev iets ten westen van Danshøj. Om ook de goederentreinen uit de bebouwde kom te krijgen werd na afloop van de Eerste Wereldoorlog de ringlijn langs de westkant van de stad gebouwd. De ringlijn werd op 15 mei 1930 geopend en werd via een verbindingsboog, die nog herkenbaar is in het landschap, bij Danshøj aangesloten op het goederenstation bij Vigerslev. De boog kruiste de spoorlijn Kopenhagen - Korsør door een tunneltje ter hoogte van het westeinde van het station. Daarnaast kwam er een verbindingsboog tussen de ringlijn en Godsforbindelsesbanen voor het verkeer tussen de ringlijn en Kopenhagen goederen.
Op 3 april 1934 kwam de eerste S-toglijn, lijn F,  tussen Frederiksberg en Klampenborg. Deze gebruikte ten noorden van Flintholm de ringlijn maar het deel van de ringlijn ten zuiden van Flintholm kreeg geen stations. In 1953 werd de S-tog lijn tussen Kopenhagen en Glostrup (lijn B) geopend echter zonder station bij Danshøj. De komst van de metro betekende dat lijn F tussen Frederiksberg en Vanløse werd gesloten om te worden omgebouwd tot metro. Het zuidelijke eindpunt van lijn F zou in samenhang met de metrobouw worden verplaatst naar Ny Ellebjerg waarmee de S-toglijnen B en F elkaar zouden kruisen bij Danshøj waar echter nooit een station geweest was. In de ontwerpfase werd het station Harrestrup genoemd, maar na een inspraakprocedure kreeg het station de naam  Danshøj als verwijzing naar de gelijknamige grafheuvel uit de oudheid die 500 meter ten zuidwesten van het station ligt.

## Ligging en inrichting
Het station is bijzonder in die zin dat het in de eerste plaats bedoeld is als overstapstation en er geen wegen helemaal tot aan het station lopen. Het station heeft dan ook geen parkeerplaats of busverbindingen. De perrons van lijn F liggen op maaiveldniveau langs de ringlijn, het perron van lijn B ligt daar haaks op op een brug. Het eilandperron aan de spoorlijn Kopenhagen - Høje Taastrup kon alleen gebouwd worden door het noordelijke spoor op een nieuwe brug te leggen om ruimte te maken voor het perron. Het eilandperron op de brug is met beide zijperrons verbonden met elk een lift en een overdekte vaste trap. 
Vanuit de nabijgelegen woonwijk aan de oostkant loopt er wel een fiets/voetpad naar het oostelijke zijperron waar ook een fietsenstalling is. Aan de noordkant ligt ook een voetgangers- en fietsbrug over het spoor die de woonwijken ten westen en oosten van het spoor verbindt. Banedanmark heeft op de kappen boven de bovenleiding twee panelen geplaatst met uitleg over station Danshøj en de Ringspoorlijn. Vanaf de beide bruggenhoofden loopt een voetpad naar de respectievelijke perrons langs de ringlijn. Verder loopt er een fietspad door het park aan de westkant langs de spoordijk naar het westelijke zijperron waar eveneens een fietsenstalling is. 
Oorspronkelijk was het gebied rond het station een beschermd bos maar er werd besloten om de spoordijk van de spoorlijn Kopenhagen - Høje Taastrup te verbreden en tegelijk de sporen van de ringlijn verder naar het oosten te verlengen. Na de bouw van het station is er niet veel bos over in het gebied maar is het alleen beplant met gras en een paar bomen en doet het dienst als recreatiegebied.

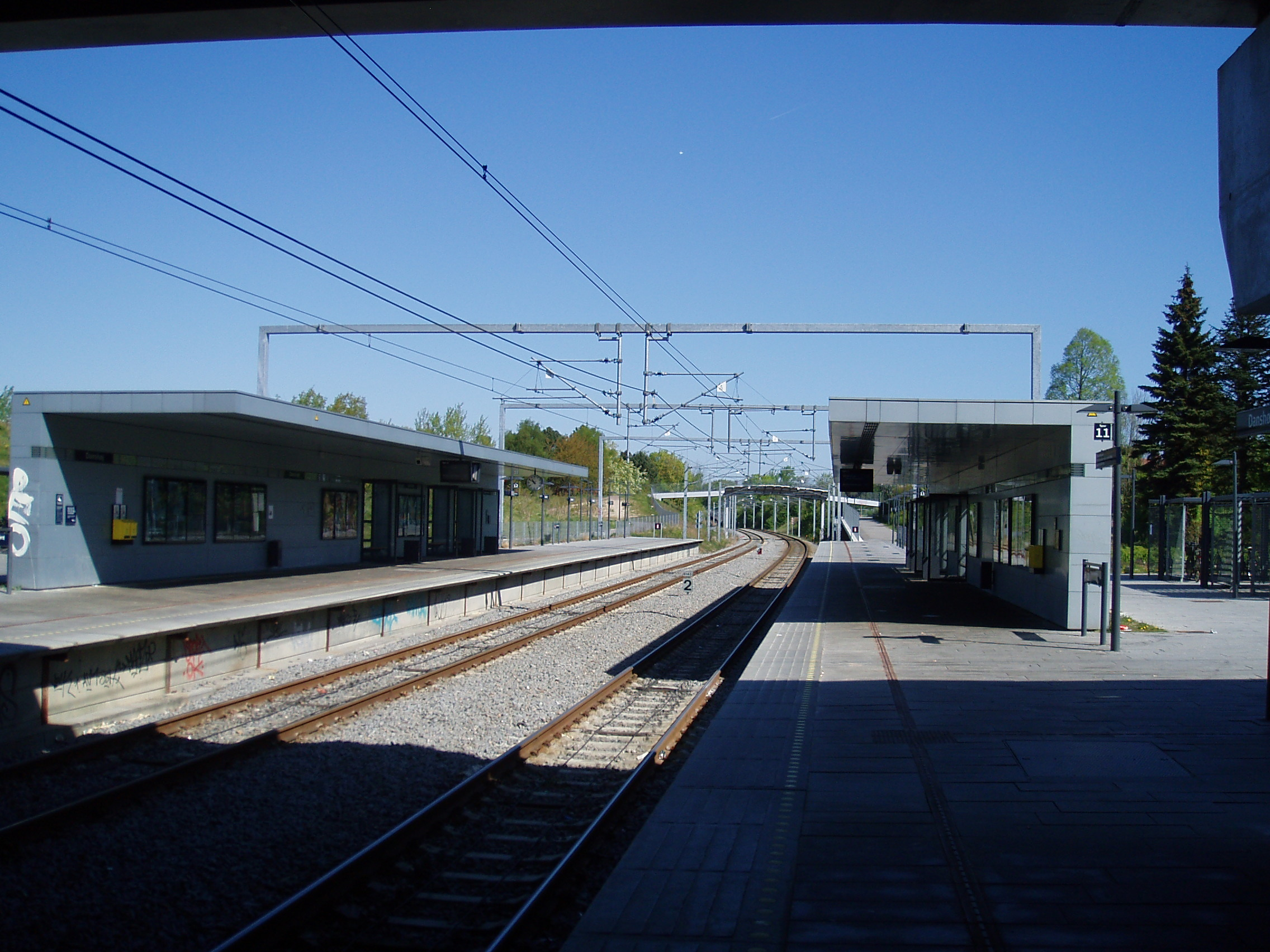
De onderste perrons gezien uit het zuiden.
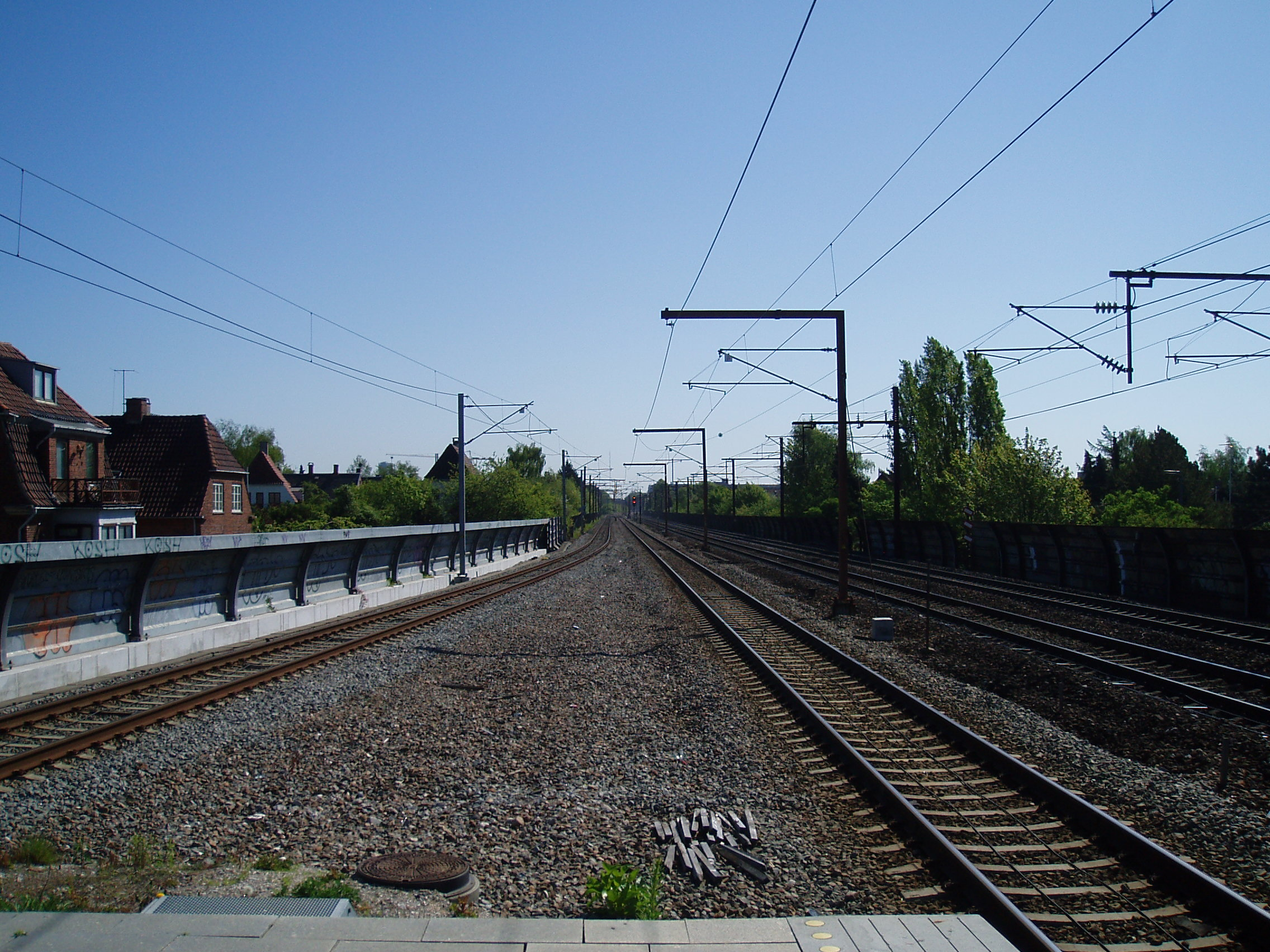
De spoorlijn ten oosten van Danshøj gezien vanaf het eilandperron.
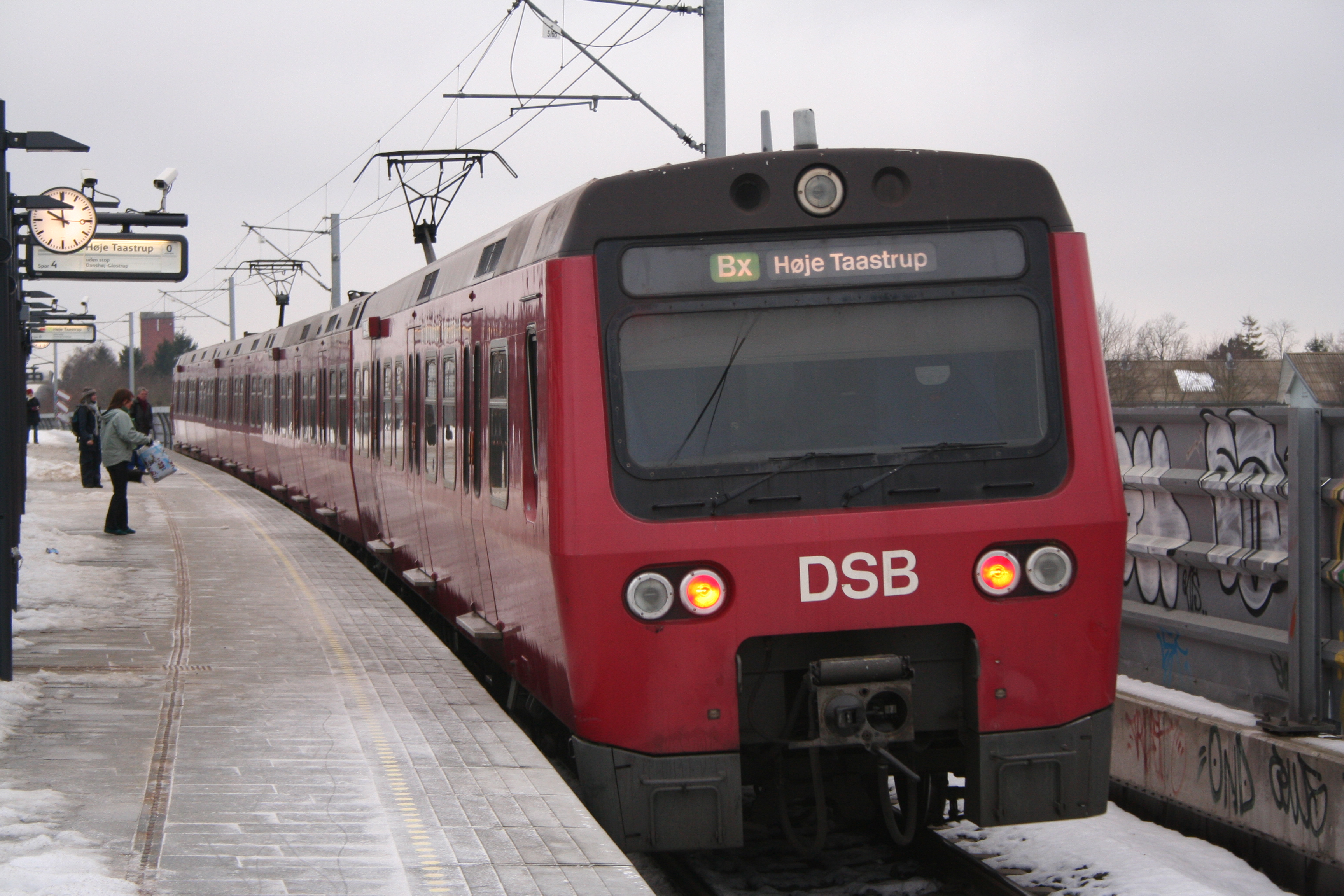
S-togstel van de derde generatie langs het bovenste perron op weg naar het westen.

Høje Taastrup · Taastrup · Albertslund · Glostrup · Brøndbyøster · Rødovre · Hvidovre · Danshøj · Valby · Carlsberg · Dybbølsbro · København H · Vesterport · Nørreport · Østerport · Nordhavn · Svanemøllen · Ryparken · Emdrup · Dyssegård · Vangede · Kildebakke · Buddinge · Stengården · Bagsværd · Skovbrynet · Hareskov · Værløse · Farum
Høje Taastrup · Taastrup · Albertslund · Glostrup · Danshøj · Valby · Carlsberg · Dybbølsbro · København H · Vesterport · Nørreport · Østerport · Svanemøllen · Ryparken · Emdrup · Dyssegård · Vangede · Kildebakke · Buddinge · Stengården · Bagsværd · Skovbrynet · Hareskov · Værløse · Farum
Hellerup · Ryparken · Bispebjerg · Nørrebro · Fuglebakken · Grøndal · Flintholm · KB Hallen · Ålholm · Danshøj · Vigerslev Allé · Ny Ellebjerg